# Juan Carlos Bazán
Juan Carlos Bazán ( Buenos Aires, Argentina,2 de junio de 1887 – La Plata, provincia de Buenos Aires, Argentina, 9 de mayo de 1936) fue un saxofonista, clarinetista, director de orquesta, letrista y compositor dedicado al género del tango que era apodado “El Gordo Mamadera” y firmó parte de sus obras con el seudónimo “El Mosquetero”.

## Actividad profesional
Antes de dedicarse exclusivamente al tango fue tipógrafo en el diario La Prensa. Aprendió clarinete tocando de oído tangos que le silbaba “Pedrín el Tuerto”, un renombrado bailarín de la época y en 1902 debutó profesionalmente en dúo con el guitarrista Félix Castillo en un local llamado “La Red”. En 1903 actuó junto al arpista “El Tano” Tortorelli y los violinistas Vicente Ponzio y su sobrino Ernesto Ponzio y luego integró un cuarteto con este último más el flautista  Félix Riglos y el guitarrista Eusebio Aspiazú “El Cieguito” trabajando en locales del ambiente turfístico del Bajo Belgrano, como  “La cancha de Rosendo”, “La Fazenda” y “La milonga de Pantalión”. En 1906 estuvo en “El Velódromo” del Bosque de Palermo, con el pianista Roberto Firpo y el violinista Francisco Postiglione, reemplazado al año siguiente por Alcides Palavecino quien, a su vez, dejó más tarde su lugar a Tito Roccatagliata. Formó la primera orquesta bajo su dirección en 1910 con el pianista Pedro Modesto Ramírez, el bandoneonista Arturo Herman Bernstein, y el violinista Roccatagliata, con la que actuó en el “Café Oriental”, de la avenida Entre Ríos al 900; más adelante “El Pardo” Alcorta sustituyó a Roccatagliata, y Roberto Firpo a  Ramírez. 
En 1916 organizó una orquesta para actuar en el Teatro Nacional en el sainete Cabaret de Carlos Mauricio Pacheco. Cuando ese mismo año Roberto Firpo formó su orquesta, incorporó a Bazán, quien grabó unas pocas versiones para la discográfica de Max Glücksmann en memorables dúos con Firpo de piano y clarinete y participó en muchas de las grabaciones de la orquesta. En los años siguientes  continuó su colaboración con Firpo en forma esporádica y en 1917 integró la orquesta gigante Firpo-Canaro.  
Integró luego un cuarteto con Juan Carlos Cobián al piano, Eduardo Arolas en bandoneón, y Tito Roccatagliata en violín; después formó la Orquesta Royal con Alejandro Michetti en batería y flauta, Roberto Goyheneche en piano, David Barberis y Juan Deambroggio, en bandoneón  y Emilio De Caro y Pedro Gagliano en violín. La Orquesta Royal que trabajó en las clásicas escenas de cabaré de las obras teatrales con la Compañía Vittone-Pomar e intervino en la representación en el Teatro Apolo por Pepe y César Ratti de la obra  El Bailarín del Cabaret, donde estrenaron el tango Patotero sentimental, de Manuel Jovés, que cantaba Ignacio Corsini y en 1921 viajó al Perú con la de Arata-Simari-Franco, junto a la cancionista española Teresita Zazá. Después de retornar al país, la Orquesta Royal viajó a España con Muiño-Alippi, pero sin Michetti.
Entre 1923 y 1927 actuó durante las temporadas de verano en el Club General Pueyrredón de Mar del Plata, compartiendo la animación con la Armani Jazz-Band. Después se incorporó a la “Orquesta Víctor Popular”, uno de los conjuntos creados por la discográfica para hacer grabaciones y  presentaciones radiales para promocionarlas grabaciones; y fundó una orquesta para animar las veladas del cabaré Chantecler. 
Cuando merced a un indulto presidencial Ernesto Ponzio fue liberado anticipadamente de la cárcel en 1928, organizó con él la “Orquesta de la Guardia Vieja Ponzio-Bazán” para el espectáculo evocativo El tango porteño, junto a los violinistas Alcides Palavecino, Vicente Ponzio y Ernesto Juan Muñecas, los guitarristas Eusebio Aspiazu y José Luis Padula, el bandoneonista Manuel Pizarro, el pianista Enrique Saborido y el contrabajista Eduardo Árbol Erezcano.  
El 26 de enero de 1932 en el Teatro Nacional, Pascual Carcavallo presentó un espectáculo con dos orquestas, la de Bazán y la de Firpo, representando, respectivamente, a la Guardia Vieja y al nuevo tango; explica Gobello que no se trataba de una diferencia generacional o de edad -de hecho, Firpo era 3 años mayor que Bazán- sino de instrumentos pues la formación dirigida por este último contaba con 2 guitarras, 5 violines, flauta y clarinete, sin bandoneones.
En 1933 estaban en la orquesta junto a Bazán y Ponzio, José María Bianchi en bandoneón, ‘El Pardo’ Alcorta como segundo violín, “El Tano Vicente” en flauta y Eusebio Aspiazú en guitarra, y actuaron en el filme ¡Tango! ese año, en unos casos con Tita Merello como cancionista.  
En 1934 la orquesta se disolvió al morir Ponzio y Bazán volvió con Roberto Firpo en actuaciones y grabaciones para Odeón en 1935. Las últimas presentaciones de Bazán fueron en 1936 con el “Cuarteto del 900”, que tenía como director desde el piano a Feliciano Brunelli además de Aníbal Troilo en bandoneón y Elvino Vardaro en violín.

## Labor como compositor
Le pertenece la letra del tango Nena, con música de Ciriaco Ortiz, y la música del tango.canción ¡El Brujo!, sobre letra de Eduardo Carrasquilla Mallarino, que recibiera el Primer Premio en el Concurso  de Discos Nacional del año 1926, ambos grabadso ese mismo año por Carlos Gardel acompañado por las guitarras de José Ricardo y Guillermo Barbieri. También compuso la milonga Arreglate como puedas, la letra del tango Ataniche, título anagramático de “Che, Anita”, sobre música de Ernesto Ponzio, que fue ejecutado por la Orquesta Roberto Firpo en la obra Los Guevara y registradi por Juan D’Arienzo, la polca tangueada Casi…miro, los tangos Congreso (1916), Cotillón (1923), El Chiquilín, El Mareo, grabado por Discos Nacional en 1919, El Pampa, Gilito fantoche, Hoy… ya no puede ser, La bruja, La chiflada (1918) que en 1928 grabó Ignacio Corsini con letra de Francisco García Jiménez, La cieguita que pasa, registrado por Osvaldo Fresedo en 1926, La Tirana, Los piratas, Mariquita, Pucho, que grabó la orquesta Minotto Di Cicco en discos Columbia, en 1930, Qué le vas hacer, Soberbio, grabado por Osvaldo Fresedo el 4 de noviembre de 1927, Tirá la cadena, su primer tango, 1908 -que luego retítulo El Pampa-, Trabajar… ¡nunca! y Ya todo terminó, con Alcides Palavecino, así como la ranchera Yo me caso, Doña Lola, el pasodoble Sangre torera y el vals Soñé.
Juan Carlos Bazán falleció en Buenos Aires el 9 de mayo de 1936.